# Эйсмонт, Вилен Павлович
Вилен Павлович Эйсмонт (31.10.1929) — российский учёный в области физики деления ядер, доктор физико-математических наук, профессор, заслуженный деятель науки РФ (2000).

## Биография
Родился 31.10.1929 в Ленинграде.
Окончил Ленинградский политехнический институт (1952), специальность — инженер-исследователь по технической физике.
С 1953 г. работал в Радиевом институте им. В. Г. Хлопина: лаборант, младший научный сотрудник, старший научный сотрудник, зав. отделом ядерной физики.
В 1959 г. защитил кандидатскую диссертацию на тему «Угловая анизотропия процесса деления тяжелых ядер нейтронами с энергией 14 Мэв».
В 1973 г. защитил докторскую диссертацию:
- Экспериментальные исследования эффектов ядерной структуры осколков деления : диссертация … доктора физико-математических наук : 01.04.16. — Ленинград, 1973. — 160 с. : ил.

Доктор физико-математических наук, профессор. Автор около 200 научных трудов, 11 изобретений.
Заслуженный деятель науки РФ (2000).
Семья: жена, двое сыновей.
Сочинения:
- Современное состояние физики деления атомных ядер [Текст] : Конспекты лекций / Г. А. Пик-Пичак, Б. Д. Кузьминов, В. П. Эйсмонт ; Отв. ред. Н. Г. Волков ; Моск. инж.-физ. ин-т. — Москва : МИФИ, 1977. — 94 с. : граф.; 20 см.
- В. П. Эйсмонт. Угловая анизотропия деления. Физика деления атомных ядер. Сб. статей под ред. Н. А. Перфилова и В. П. Эйсмонта, М.Госатомиздат, 1962, с.61-97.
- Алхазов Д. Г., Шилов В. П., Эйсмонт В. П. Первый в Европе: История создания и довоенных лет циклотрона Радиевого института. В 2-х ч. — Л.: Радиевый ин-т им. В. Г. Хлопина, 1982. Ч. 1. — 32, [2] с. — Лит-ра: с. 31-32. Ч. 2. — 43, [2] с. — Лит-ра: с. 38-42.
- Труды Радиевого института им. В. Г. Хлопина, т. VII, вып. 1 (Авторы: Бак М. А.,Горшков Г. В., Джелепов Б. С., Жданов А. П., Жуковский Н. Н., Перфилов Н. А., Петржак К. А., Рик Г. Р., Смирнов В. В., Эйсмонт В. П. и др.; под ред. Лукирского П. И. и Джелепова Б. С.) // М.-Л.: Изд. АН СССР, 1956. — 292 с.

Последний раз упоминается в феврале 2013 года как зам. председателя диссертационного совета Радиевого института. Сейчас в его штате не числится. Пенсионер.